# Korsikas transport
Man kan komme til Korsika med fly eller færge. 

## Fly
Lufthavne er foruden Aéroport International Bastia (Poretta): Aéroport de Calvi (Sainte-Catherine) på det nordvestlige Korsika, Aerodrome de Propriano på den sydvestlige del af øen, Aéroport de Figari og Aéroport International Ajaccio Campo Dell'Oro mod syd. 

## Færge
Der er en række færgeselskaber, der sejler mellem Korsika og Frankrig, Fastlandsitalien eller Sardinien: Compagnie Méridionale de Navigation (CMN) sejler fra Marseille til Ajaccio, Propriano og Bastia.
Corsica Ferries sejler fra Toulon, Nice, Savona og Livorno til Bastia, Ajaccio, Calvi og L'Île Rousse.
Det italienske Moby sejler fra Genova og Livorno i Italien til Bastia og fra Santa Teresa di Gallura på Sardinien til Bonifacio.

## Bus
Der er kun ganske få busser, og de fleste busruter drives af private og har meget få afgange. I byerne findes ikke nødvendigvis kun én central busstation.

## Bil

### Biludlejning
En mængde firmaer udlejer biler på Korsika:

## Tog
Der er jernbane tværs over Korsika fra Bastia til Ajaccio og til Calvi. En togrejse mellem Bastia og Ajaccio med selskabet SNCF tager cirka 4 timer.
| Trafik | Spire Denne trafikartikel er en spire som bør udbygges. Du er velkommen til at hjælpe Wikipedia ved at udvide den. |